# Izokliny
Izokliny – w elastooptyce są to prążki interferencyjne przebiegające przez punkty ciała, w których kierunek naprężeń głównych pokrywa się z płaszczyzną polaryzacji światła. Izokliny to także miejsca geometryczne w badanej próbce, w których naprężenia główne mają jednakowe kierunki.